# (1215) Boyer
(1215) Boyer est un astéroïde de la ceinture principale découvert le 19 janvier 1932 par l'astronome français Alfred Schmitt.

## Historique
Le lieu de découverte, par l'astronome français Alfred Schmitt, est Alger.
Sa désignation provisoire, lors de sa découverte le 19 janvier 1932, était 1932 BA et il est définitivement nommé en l'honneur de l'astronome français Louis Boyer.